# Cees de Jong (1905-1944)
Cornelis (Cees) de Jong (Rotterdam, 31 maart 1905 - Overveen, 6 juni 1944) was een verzetsstrijder in Nijmegen. Hij was in de Tweede Wereldoorlog lid van een verzetsgroep waarbinnen een aantal Nijmeegse politiemensen actief waren. De groep werd opgepakt na een mislukte aanslag op de collaborateur C.J. van der Burch op 24 september 1943. Van der Burch was onder de naam Cor Ederveen geïnfiltreerd in de groep. 
Na de mislukte aanslag, die plaatsvond bij drogisterij Poelen op de Daalseweg ontsnapte Van der Burch en waarschuwde hij de Duitsers. De verzetsgroep werd drie dagen later, op 27 september, gearresteerd en op 6 juni 1944 door de Duitsers gefusilleerd in de duinen bij Overveen. 
In Nijmegen zijn vijf van de leden van de verzetsgroep geëerd met een straatnaam in de Verzetsheldenbuurt in de wijk Kwakkenberg. De andere vier leden zijn: Wim Beerman, Albert Marcusse, Herman Oolbekkink en Bart Hendriks.
De Jong was getrouwd en had drie kinderen. Hij was handelsagent van Leder- en Drijfriemenfabriek Regouin in Cuijk en de enige niet-politiefunctionaris binnen de groep. Hij verzamelde vanaf 1942 gegevens over Duitse militaire objecten voor kapitein C. Hoogerland. Ook verspreidde hij Vrij Nederland en bood hij onderdak aan onderduikers. 
In de Verzetsheldenbuurt staat een monument voor de vijf verzetsstrijders in de vorm van een beeld van een pelikaan, die volgens de mythe eigen bloed voert aan jongen in tijden van nood, en symbool staat voor zelfopoffering.